# 林幸矢
林 幸矢（はやし ゆきや、1998年2月6日 - ）は、日本の男性声優。埼玉県出身。東京俳優生活協同組合所属。

## 略歴
2018年より開催された東北新社による「第2回 キミコエ・オーディション」に応募。募集された男性声優の1200人の応募者の中から、2019年1月、グランプリに決定した。グランプリ受賞者として、2020年放送の『啄木鳥探偵處』のメインキャストとして芥川龍之介役に抜擢された。同作品がアニメのデビュー作となった。
さらにオーディション合格特典として東北新社の声優養成所・映像テクノアカデミアで1年間のレッスンを受ける。
2019年3月より、前述のオーディションで準グランプリの古沢勇人とともにオフィスPACに所属。
2025年3月31日、同日付でオフィスPACが事業停止したことに伴い、翌4月1日付で東京俳優生活協同組合に移籍。

## 人物
特技としてギターとプログラミング、趣味として音楽ゲームをそれぞれ挙げている。
「キミコエ・オーディション」合格後に映像テクノアカデミアでのレッスンを受けるまで、本格的に演技の勉強をしたことはなかった。合格当時は「自分が本当にグランプリで良かったのかな」という雑念があったという。声優科講師の佐藤宏樹によると、林の演技経験のなさから「これからどうなるか未知数」と感じていたが、レッスンが始まると感覚的に掴んでいって、着実に自分のものにしていったという。
「キミコエ・オーディション」で“見届け人”を務めた津田健次郎は林について、指示したことを物事に捉われずすぐにこなせる現代っ子的な軽やかさと器用さを持ち合わせていると評し、「良くも悪くもバランスがいい」「器用さがプラスだけではなく、マイナスにはたらく局面も出てくるでしょうが、発揮すればおもしろい存在になると思います」と語っている。

## 出演
太字はメインキャラクター。

### テレビアニメ
2020年
- 啄木鳥探偵處（芥川龍之介）

2021年
- すばらしきこのせかい The Animation（汎用死神赤）

2022年
- ルパン三世 PART6（男子）
- かぎなど（観客）

2024年
- ダンジョン飯（ダンダン）
- ばいばい、アース（弓瞳族）
- 魔法使いになれなかった女の子の話（アスカ＝クルマル）
- ぷにるはかわいいスライム（生徒）

### 吹き替え

#### 映画
- フィール・ザ・ビート（英語版）（2020年）
- インシディアス 赤い扉（2023年、フォスター・ランバート〈アンドリュー・アスター〉[15]）

#### ドラマ
2019年
- リバーデイル シーズン4
- ミスター・メルセデス シーズン3（ピーター・ソウバーズ〈ラーミアン・ニュートン〉）

2020年
- アウトサイダー（デレク〈ウェス・ワトソン〉 他）
- THE BLACKLIST/ブラックリスト シーズン7
- Julie and the Phantoms（ニック〈サシャ・カールソン〉）

2021年
- コブラ会 シーズン3（ミゲル〈ショロ・マリデュエニャ〉）
- リバーデイル シーズン5（ジャクソン〈ソマー・カルブシア〉）

2022年
- HEARTSTOPPER ハートストッパー（ハリー）